# Basepef
Basepef (deutsch: „Widder seiner Tenne“), verkürzt auch Bapef, ist eine Gottheit der ägyptischen Mythologie. Es handelt sich um einen sehr alten, widdergestaltigen Ernte-Gott. Seine Verehrung ist durch einen Siegelabdruck bereits in der 1. Dynastie (Thinitenzeit, um 3000–2850 v. Chr.) nachweisbar. Weitere Belege finden sich auf Gefäßaufschriften, die in der Stufenpyramide des Djoser (3. Dynastie) in Sakkara gefunden wurden.
Das Amt des Gottesdieners des Basepef scheint im weiteren Verlauf des Alten Reiches ausschließlich von Königinnen bekleidet worden zu sein, so findet sich der Titel etwa bei Hetepheres II. und Meresanch III. Vielleicht kommt er auch in den Pyramidentexten (Spruch 334a) vor, dies ist allerdings nicht sicher, da die entsprechende Textpassage in der Pyramide des Teti an der betreffenden Stelle stark beschädigt ist.
Nach dem Ende des Alten Reiches scheint die Verehrung dieses Gottes zum Erliegen gekommen zu sein, erst in der 18. Dynastie taucht er wieder in einem archaisierenden Titel bei Tiaa, der Mutter von Thutmosis IV., auf. Eine letzte Erwähnung ist aus dem ptolemäerzeitlichen Hathor-Tempel in Dendera bekannt.
Außer in den frühesten Belegen wird der Name des Basepef konsequent ohne das Zeichen „s“ geschrieben.